# Лешино (Московская область)
Лешино — деревня в Чеховском районе Московской области, в составе муниципального образования сельское поселение Баранцевское (до 29 ноября 2006 года входила в состав Баранцевского сельского округа).

## Население
| 2002 | 2006 | 2010 |
| ---- | ---- | ---- |
| 32   | ↘24  | ↘15  |

## География
Лешино расположено примерно в 16 км (по шоссе) на юго-восток от Чехова, на безымянном правом притоке реки Люторка (левый приток Лопасни). Высота центра деревни над уровнем моря — 156 м. На 2016 год в Лешино зарегистрировано 2 улицы — Солнечная и Спасская и 3 садовых товарищества.